# This Love of Mine
This Love of Mine ist ein Jazzalbum von Freddy Cole. Die am 15. und 16. Februar 2005 in „The Studio“ in New York City entstandenen Aufnahmen erschienen 2005 auf HighNote Records.

## Hintergrund
Begleitet wurde Freddy Cole von dem Pianisten John Di Martino (der auch mehrere Arrangements beitrug), dem Bassisten Derrick Hodge und dem Schlagzeuger Mark Taylor. Hinzu kamen die Saxophonisten David Fathead Newman und Eric Alexander. Zum Repertoire gehören auch selten gehörte Titel wie Bob Doroughs Ballade „But for Now“, alte Standards wie „Out in the Cold Again“, den Ruth Etting 1934 sang, und die Swingnummer „That Old Feeling“ von Lew Brown und Sammy Fain. Cole spielte auch einen Fred-Astaire-Favoriten, „The Continental“ von 1934.

## Titelliste
- Freddy Cole: This Love of Mine (HighNote Records HCD 7140)[3]

1. What Now My Love? (Pierre Delanoë) 6:11
2. I Was Wrong (Benny Carter) 4:38
3. Still (Lionel Richie) 4:42
4. This Love of Mine (Henry W. Sanicola, Jr./Frank Sinatra) 6:56
5. The Continental (Con Conrad, Herbert Magidson) 5:35
6. But for Now (Bob Dorough) 3:55
7. That Old Feeling (Lew Brown, Sammy Fain) 4:26
8. Out in the Cold Again (Rube Bloom, Ted Koehler) 6:17
9. You and I (Phil Morrison, Ron Zack) 4:29
10. On the South Side of Chicago (Freddy Cole) 5:44

## Rezeption

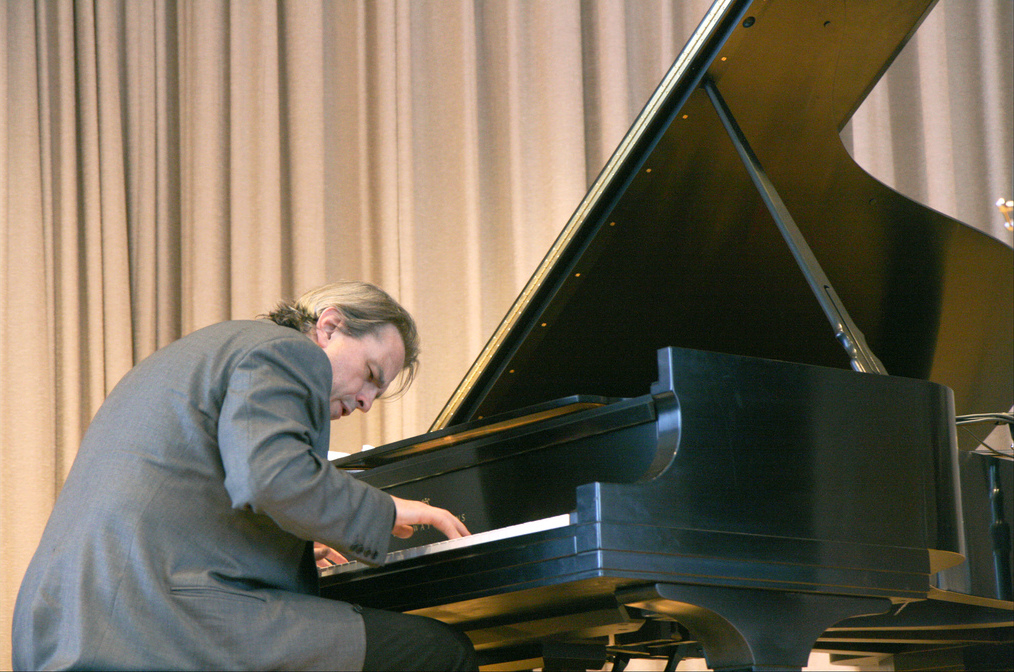
David Hazeltine

Nach Ansicht von Andrew Rowman, der das Album in All About Jazz rezensierte, habe Freddy Cole mit This Love of Mine eine wunderbare Leistung erbracht. „Er mischt alte Schlachtrösse, gibt ihnen neue Kleidung und bietet neuere Lieder an, wodurch sie zeitlos klingen. Hier und da klingt die Stimme ausgefranst, aber es trägt nur zu seiner Autorität bei. Bemerkenswert sei – wie „What Now My Love?“ Coles Fähigkeit, mit Autorität und Leichtigkeit zu swingen. Das Markenzeichen von Coles Begabung zum Crooning trete in Benny Carters „I Was Wrong“ in den Vordergrund. Noch unerwarteter sei Coles Version von Lionel Richies Soul-Ballade „Still“. Er wird von Eric Alexanders perfektem Tenorsaxophon eingerahmt und von David Hazeltines perfektem Arrangement gepolstert. Er schwebt auf der Brücke, ein Wunderwerk eleganten Ausdrucks“, so der Autor. Der Höhepunkt der Session sei jedoch Frank Sinatras selbstmitleidigem Opus „This Love of Mine“. John DiMartinos Arrangement verleihe dem Song eine neue rhythmische Note, die zu Coles frischer Perspektive auf den Songtext führt, und der Kick sei der Wechsel zum brennenden Swing in der Bridge, an dessen Spitze David „Fathead“ Newman stehe. Diese Session, so Rowmans Resümee, lade den Hörer ein, sich zurückzulehnen, zuzuhören und zu genießen.
Christopher Loudon schrieb in JazzTimes, Nat Coles kleiner Bruder habe sich seit langem einen Ruf als einer der attraktivsten Balladensänger im Jazzgesang erworben. Obwohl er bereits erstmals 1952 als Sänger aufgenommen habe, werde er immer wieder mit seinem berühmten Bruder verglichen. Auch wenn seine Erkennungsmelodie der selbst verfasste Song „Ich bin nicht mein Bruder, ich bin ich“ bleibt, bestreite er die Ähnlichkeit nicht und spiele auch häufig Nat King Coles Hits – in diesem Fall den vor langer Zeit erfolgreichen Fred Astaire-Ginger-Rogers-Showstopper „The Continental “aus The Gay Divorcee von 1934, mit dem sich King Cole bei seinem Auftritt 1960 im Nachtclub The Sands in Las Vegas einen Namen machte. Doch Freddy Cole lediglich als eine passable Nachahmung abzulehnen, bedeute, die Besonderheit seines Gesangstils zu würdigen, wie es am besten im dunstigen „But for Now“ zu erkennen sei, das die vage bedrohliche Romantik von Bob Doroughs Lyrik hervorragend einfange, wie auch die herrlich besinnliche Interpretation des R&B-Meisterwerks „Out in the Cold Again“.